# Schwarzensee (Kleinsölktal)
Schwarzensee är en sjö i Österrike.   Den ligger i dalen Kleinsölktal i förbundslandet Steiermark, i den centrala delen av landet, 210 km väster om huvudstaden Wien. Schwarzensee ligger 1 526 meter över havet.
I omgivningarna runt Schwarzensee växer i huvudsak blandskog. Runt Schwarzensee är det ganska glesbefolkat, med 25 invånare per kvadratkilometer.